# Silvano dos Setenta
Silvano (em latim: Silvanus), foi um dos Setenta Discípulos, os seguidores de Jesus enviados por ele numa missão evangélica em Lucas 10:1. Pouco se sabe sobre ele, exceto por sua breve menção no Novo Testamento (nos Atos dos Apóstolos, nas epístolas paulinas e em 1 Pedro) como um dos que transcreveram essas obras.

## Identidade com Silas
Para alguns, Silvano pode ser a mesma pessoa que Silas, também mencionado em vários lugares do Novo Testamento. Se este é de fato o caso, é provável que ele tenha nascido como "Silas" e tomado depois o nome romano de Silvanus para facilitar o evangelismo. 

## Segundo Demétrio
Silvano segundo Demétrio de Rostov: “ São Silvano trabalhou com cada um dos Apóstolos Supremos na pregação da doutrina de Cristo, sendo um participante em seus trabalhos e das curas de doenças. Em Tessalônica, ele era um bispo e, tendo levantado muitas dores por causa da sua fé, partiu daqui para Cristo, que coroa todas as suas façanhas. "
Demétrio dissociava totalmente a figura de Silas com Silvano, e sempre reforçava a importância de Silvano para o Evangelho.